# Stictochironomus bisignatus
Stictochironomus bisignatus är en tvåvingeart som först beskrevs av Jean-Jacques Kieffer 1918.  Stictochironomus bisignatus ingår i släktet Stictochironomus och familjen fjädermyggor. Inga underarter finns listade i Catalogue of Life.